# Symbolanthus alboarenicola
Symbolanthus alboarenicola är en gentianaväxtart som beskrevs av J.E.Molina och Struwe. Symbolanthus alboarenicola ingår i släktet Symbolanthus och familjen gentianaväxter. Inga underarter finns listade i Catalogue of Life.